# Балон, Владимир Яковлевич
Владимир Яковлевич Балон (23 февраля 1937, Ленинград — 2 февраля 2013, Москва) — советский и российский киноактёр, профессиональный спортсмен, мастер спорта СССР (1956), чемпион СССР по фехтованию на рапирах (юниоры, 1958, взрослые, 1961), постановщик трюков. С 1990 по 2002 год был директором студии «Мосфильм-автотрюк».

## Биография
Родился 23 февраля 1937 года. В детстве Владимир рос довольно слабым, у него были туберкулёз, бронхиальная астма и ещё целый букет болезней, из-за чего он учился в лесной школе, состоял на учёте в туберкулёзном диспансере и не занимался физкультурой. Но, в конце концов, ему это надоело, и, добыв «липовую» справку о том, что он здоров, Владимир за компанию с друзьями пошёл в фехтовальную секцию, где начал заниматься в 1952 году в секции фехтования ленинградского Дворца пионеров.
В 1959 году Владимир Балон окончил институт физкультуры имени П. Ф. Лесгафта (тренер — К. Булочко). В 1958—1961 гг. — старший тренер ДСО «Динамо» в Ленинграде, в 1961—1964 гг. — тренер ЦСКА.
В 1960-е годы в Ленинграде пользовался репутацией стиляги, модника, ведущего довольно бурный образ жизни. Об этом Балон рассказал в одном из интервью: «…местные газеты того времени пестрели фельетонами типа: „Мушкетёр на скользкой дорожке…“. К тому моменту за мной уже тянулась дурная слава, будто бы я — затейник всех гадостей, пьянок и разврата. На самом деле это не так. Просто моя супруга в то время была первой солисткой ансамбля „Берёзка“ и всё время моталась по гастролям. У меня же дома собирались мужья её подруг-коллег и „тихо“ коротали время. Когда же „Берёзка“ возвращалась, все „шишки“ сыпались на меня».

### Кино
Когда в 1961 году Владимир Балон переехал жить в Москву, Эльдар Рязанов начал съёмки своего фильма «Гусарская баллада». Балон, приглашённый как опытный фехтовальщик, участвовал в массовке в ролях то французов, то русских, во время боёв и сыграл одну из эпизодических ролей — адъютанта Кутузова.
После этого в 1964 году Владимир Яковлевич оставил профессиональный спорт и ушёл в кинематограф, хотя у него и не было актёрского образования. Зачастую режиссёры предлагали ему сняться в какой-нибудь роли в тех картинах, где он был постановщиком боёв. Так в 1970 году он снялся в двух картинах, где сыграл трёх персонажей — «Чёртова дюжина» и «Шаг с крыши», где все его герои фехтовали. Но были и такие фильмы, где не было сражений, и Балон снимался просто как актёр — «Дайте жалобную книгу» (1964), «Николай Бауман» (1967), «Принцесса цирка» (1982), «Дерзость», «Петька в космосе» и другие.
Иногда Владимира Балона приглашали ставить фехтование на театральной сцене — так, он ставил фехтование в спектакле «Ромео и Джульетта» в постановке Анатолия Эфроса в Театре на Малой Бронной; эта встреча с великим режиссёром состоялась благодаря рекомендации Льва Дурова, с которым Владимир Яковлевич познакомился на съёмках фильма «Морские рассказы».
В 1965 году он был приглашён на съёмки фильма «Директор». Вследствие трагической гибели исполнителя главной роли — Евгения Урбанского — картина была приостановлена, а позже снята уже с другими актёрами. В 1966 году Владимир Балон был приглашён в качестве постановщика фехтования в фильм «Берегись автомобиля», где Эльдар Рязанов также пробовал его на роль Семицветова, которую потом сыграл Андрей Миронов.
Настоящую известность Владимиру Балону принёс телефильм «Д’Артаньян и три мушкетёра», снимавшийся на Одесской киностудии в 1978 году. Тогда он был приглашён режиссёром Георгием Юнгвальд-Хилькевичем на роль главного врага д’Артаньяна — капитана гвардейцев кардинала де Жюссака. Кроме того, Владимир Балон, по согласованию с постановщиком трюков Николаем Ващилиным, поставил два боя д`Артаньяна и де Жюссака на рапирах, а также обучал актёров фехтованию в этой картине. Долгие годы зрители ошибочно считали, что именно Балон был постановщиком всех боёв в «Мушкетёрах», однако в одном из своих последних интервью Юнгвальд-Хилькевич опроверг эту версию, назвав ответственным за трюки именно Николая Ващилина, с которым был официально заключён договор на постановку всех боёв; слова режиссёра впоследствии подтвердил и Вениамин Смехов (исполнитель роли Атоса) в своей книге «Жизнь в гостях», подробно рассказав о том, что Владимир Яковлевич лишь тренировал актёров в репетиционный период, а Николай Ващилин занимался разработкой и постановкой основных батальных сцен, неся за это полную ответственность. Любопытен тот факт, что в романе А. Дюма де Жюссак появляется лишь один-единственный раз (в сцене дуэли мушкетёров короля и гвардейцев кардинала у монастыря Дешо), но именно Владимир Балон предложил режиссёру сделать в фильме эту роль более масштабной — некий собирательный образ, так как по книге сторонников кардинала (врагов мушкетёров) было пять или шесть.
По прошествии многих лет Георгий Юнгвальд-Хилькевич решил снять три продолжения истории о мушкетёрах — «Мушкетёры двадцать лет спустя» (1993), «Тайна королевы Анны, или Мушкетёры тридцать лет спустя» и «Возвращение мушкетёров, или Сокровища кардинала Мазарини». Были приглашёны все актёры, игравшие главные роли в первом фильме. На этот раз Владимир Балон уже был постановщиком всех трюков в «Мушкетёрах двадцать лет спустя» (при участии Виталия Василькова) и «Тайна королевы Анны, или Мушкетёры тридцать лет спустя», а в картине «Возвращение мушкетёров, или Сокровища кардинала Мазарини» обучал актёров фехтованию и ставил фехтовальные бои.
В 1987 году режиссёр Светлана Дружинина пригласила его поставить фехтование в четырёхсерийной картине «Гардемарины, вперёд!», где тот сыграл небольшую, но заметную роль Жака, слуги шевалье де Брильи. Владимир Яковлевич неоднократно рассказывал о постановке трюков на этой картине в беседе с журналистами: «Помню, в „Гардемаринах“ снимали длинный бой между Боярским и Жигуновым. Драка начинается в комнате, потом по винтовой лестнице они перемещаются наверх, дерутся на балюстраде, затем оба падают вниз, фехтуют там и влетают обратно в ту же самую комнату. То есть такой замкнутый круг получился… Когда накануне я рассказал оператору, как это будет происходить, он поморщился: „Слушай, ну зачем эти сложности? Помахали клинками перед камерой для вида — и хорош!“. Но сцена получилась блестяще — я бы занёс её в тройку своих лучших постановочных боёв. Получился „диалог на железе“.». Как признавался в интервью сам Владимир Балон, на съёмках «Гардемаринов» он серьёзно травмировал шпагой актёра Сергея Жигунова — шпага Балона прошла чуть выше глазного яблока, и Жигунов едва не лишился зрения.
В 1991 году Владимир Балон также сыграл Жака в фильме «Виват, гардемарины!», а на завершающей трилогию картине «Гардемарины 3» просто был постановщиком трюков (совместно с Александром Малышевым).
В конце 1980-х — начале 1990-х годов Владимир Балон собрал трюковой коллектив ПТК «Потылиха» и руководил им (этот коллектив принимал участие в фильмах «Похороны Сталина» и «Виват, гардемарины!»); позже на основе этого коллектива в 1990 году была создана автостудия «Мосфильм-Автотрюк», где Владимир Яковлевич занимал пост директора до 2002 года, пока не ушёл из студии в связи с изменением её структуры.
В 2000-х годах Владимир Балон снимался мало. Помимо «Возвращение мушкетёров, или Сокровища кардинала Мазарини», он попробовал себя в сериалах, сыграв роли криминального авторитета Геннадия Карамышева («Марш Турецкого») и педагога по сценическому движению Николая Протасова («Сыщики-3»). Последней работой стал эпизод в начале фильма «Сивый мерин».

### Болезнь и смерть
В 2009 году врачи обнаружили у Владимира Балона рак кишечника, но болезнь удалось победить с помощью хирургического вмешательства. Однако спустя некоторое время болезнь вернулась; в мае 2012 года у Балона диагностировали рак лёгких. На этот раз операция не принесла положительных результатов.
Скончался Владимир Балон 2 февраля 2013 года, не дожив трёх недель до своего 76-летия.
6 февраля актёра похоронили на 20-м участке Троекуровского кладбища в Москве.

## Семья
- Отец — Яков Борисович Балон — инженер-строитель в системе МВД (в частности, он принимал участие в строительстве Беломорско-Балтийского канала)[10].
- Мать — Антонина Владимировна Балон — работала в редакции газеты в Мурманске, а затем, когда семья переехала в Ленинград, работала билетёром в Александринском театре[10].
- Первая жена (с 1956 года по 1959 год) — Татьяна, сокурсница Владимира Балона. В браке с ней родилась дочь Елена, которая в настоящее время проживает в Вильнюсе, работает преподавателем биологии и директором русской школы одновременно.
- Вторая жена (с 1960 года) — Джелла Степановна Агафонова (13 сентября 1929 — 14 октября 2018), солистка ансамбля «Берёзка», с которой Балона познакомил его друг Игорь Дмитриев[12].

## Фильмография

### Роли в кино
1. 1962 — Гусарская баллада — адъютант Кутузова
2. 1964 — Дайте жалобную книгу — журналист, друг Никитина
3. 1966 — Звонят, откройте дверь — преподаватель фехтования
4. 1967 — Ангел (новелла в киноальманахе «Начало неведомого века») — бандит из банды Ангела
5. 1967 — Морские рассказы — Владимир Яковлевич, старпом (новелла «Скорпион и вата»)
6. 1967 — Анна Каренина — офицер на скачках (нет в титрах)
7. 1967 — Николай Бауман — композитор Илья Александрович Сац
8. 1968 — Улыбнись соседу — трубач
9. 1969 — Засада — Ланской
10. 1970 — Чёртова дюжина — барон фон Бюлов и львовский дворянин (озвучивал Борис Зайденберг)
11. 1970 — Шаг с крыши — мушкетёр Моруак
12. 1971 — Дерзость — Август Винцент, немецкий майор
13. 1971 — Море нашей надежды — судовой врач
14. 1972 — Петька в космосе — Олег Николаевич
15. 1973 — С весельем и отвагой — главарь шпаны
16. 1973 — Человек в штатском — офицер СС
17. 1978 — Д’Артаньян и три мушкетёра — де Жюссак
18. 1979 — Мир в трёх измерениях — профессор Буайе
19. 1979 — Умри на коне — Вилумсон
20. 1981 — Кольцо из Амстердама — мистер Линч
21. 1982 — Принцесса цирка — гусарский ротмистр
22. 1987 — Время летать — капитан
23. 1987 — Гардемарины, вперёд! — Жак и учитель фехтования в навигацкой школе
24. 1988 — Остров ржавого генерала — генерал «Большое Железо» (озвучивал Сергей Малишевский)
25. 1989 — Лестница — работник кооператива «Амальгама»
26. 1990 — Похороны Сталина — доктор
27. 1991 — Виват, гардемарины! — Жак
28. 1992 — Мушкетёры двадцать лет спустя — де Жюссак
29. 2000 — Марш Турецкого — Геннадий Карамышев (серия «Лекарство для покойника»)
30. 2004 — Сыщики-3 — Николай Протасов
31. 2007 — Возвращение мушкетёров, или Сокровища кардинала Мазарини — де Жюссак
32. 2010 — Сивый мерин — гость Кораблёва (эпизод)

### Постановщик трюков
1. 1962 — Гусарская баллада
2. 1966 — Берегись автомобиля[33]
3. 1969 — Цена
4. 1970 — Чёртова дюжина
5. 1978 — Д’Артаньян и три мушкетёра — совместно с Н. Ващилиным и А. Ходюшиным
6. 1987 — Гардемарины, вперёд!
7. 1988 — Остров ржавого генерала
8. 1990 — Ловушка для одинокого мужчины
9. 1991 — Виват, гардемарины!
10. 1991 — Осада Венеции
11. 1992 — Золото
12. 1992 — Гардемарины III — при участии А. Малышева
13. 1992 — Мушкетёры двадцать лет спустя — при участии В. Василькова
14. 1993 — Тайна королевы Анны, или Мушкетёры тридцать лет спустя
15. 2007 — Возвращение мушкетёров, или Сокровища кардинала Мазарини